# Bill Jones (Fußballspieler)
William Henry „Bill“ Jones (* 13. Mai 1921 in Whaley Bridge; † 26. Dezember 2010 in Chester) war ein englischer Fußballspieler. Er galt als vielseitig einsetzbar und als er mit dem FC Liverpool 1947 die englische Meisterschaft gewann, hatte er sechs verschiedene Positionen bekleidet. Drei Jahre später erreichte er im FA Cup das Endspiel, bevor er in der Saison 1953/54 mit den „Reds“ als Tabellenletzter in die zweite Liga abstieg.

## Sportlicher Werdegang
Jones spielte in seiner Heimat für den Amateurklub Hayfield St Matthew’s, bevor er sich im September 1938 dem Erstligisten FC Liverpool anschloss. Wie viele Fußballer, die in den frühen 1920er-Jahren geboren worden waren, musste auch bei ihm die Profikarriere lange auf ihren Anfang warten, denn der Ausbruch des Zweiten Weltkriegs sorgte für eine mehrjährige Pause des offiziellen Spielbetriebs. Während der Kampfhandlungen betätigte er sich in der Heimat neben inoffiziellen Partien für Liverpool als Gastspieler für York City, Leeds United und den FC Reading. Vor allem aber zählte er zu den Soldaten der Alliierten, die in der Schlussphase an der Rheinüberquerung beteiligt waren – Jones erhielt dafür die Tapferkeitsmedaille („Military Medal“) der British Army.
Nach dem Krieg debütierte er in der ersten Nachkriegssaison am 31. August 1946 auswärts bei Sheffield United. Er agierte dabei als Mittelstürmer und die Partie gewann Liverpool mit 1:0 nach einem Tor von Len Carney, der ebenfalls seinen Einstand gegeben hatte. Eine Woche später schoss er beim spektakulären 7:4-Sieg gegen den FC Chelsea seine ersten beiden Tore. Kurz darauf sorgte der von Newcastle United verpflichtete Albert Stubbins dafür, dass Jones seinen Platz im Angriffszentrum an eben diesen Stubbins verlor. Um ein Zusammenspiel der beiden zu ermöglichen, stellte Trainer George Kay Jones auf die linke Halbstürmerposition. Im weiteren Verlauf der Spielzeit 1946/47 fiel Jones dann aus der Mannschaft, bevor er zur Mitte der Saison defensivere Aufgaben wahrnahm. Dabei war er zunächst linker Außenläufer, danach linker Verteidiger, Mittelläufer und danach rechter Außenläufer, so dass er auf dem Weg zur Meisterschaft, die Liverpool schließlich gewann, sechs verschiedene Rollen übernommen hatte. Im Kampf um den Titel war Jones an entscheidender Stelle beteiligt, als in einem vorentscheidenden Duell Liverpool auswärts auf den Tabellenführer Wolverhampton Wanderers traf. Jones vertrat den Kapitän Phil Taylor auf der rechten Halbposition. Mit gutem Spielverständnis sowie Pass- und Zweikampfstärke half er seinen Mannen, einen 2:1-Sieg davonzutragen und die „Wolves“ in der Tabelle zu überholen.
Jones wurde aufgrund seines hohen Laufpensums, der Ausdauerfähigkeit und Kampfkraft sehr geschätzt. Dass er dessen ungeachtet nicht dauerhaft in der Mannschaft sesshaft wurde, lag ironischerweise auch an seiner vielseitigen Einsatzbarkeit. Der FC Liverpool verschwand zudem immer weiter in die Mittelmäßigkeit, wobei die Saison 1949/50 mit dem Einzug ins Endspiel des FA Cups noch einmal einen sportlichen Höhepunkt bescherte. Jones hatte in diesem Jahr zumeist als Mittelläufer agiert, bevor er im Finale auf die linke Seite gezogen wurde. Die Entscheidung war kontrovers, denn normalerweise war dort der populäre Bob Paisley gesetzt. Paisley, mit dem Jones darüber hinaus eine enge Freundschaft pflegte, hatte zuvor alle Pokalspiele absolviert und im Halbfinale gegen den Lokalrivalen FC Everton das erste Tor zum 2:0-Sieg beigesteuert. Diese Entscheidung stellte sich als unglücklich heraus, denn der normalerweise konstant agierende Jones zeigte bei der 0:2-Niederlage gegen den FC Arsenal eine seiner schwächsten Darbietungen. Sein direkter Gegenspieler Jimmy Logie war an diesem Tag eine der Schlüsselfiguren des Erfolgs; dazu vergab Jones beim Stand von 0:1 eine gute Kopfballchance zum Ausgleich und traf nur die Querlatte. Zwei Wochen nach der Pokalniederlage erhielt er erstmals Bewährungschancen in der englischen Nationalmannschaft. Der damals als Mittelläufer gesetzte Neil Franklin war beim englischen Verband in Ungnade gefallen, nachdem er seine Zukunft im neuen Fußball-El-Dorado Kolumbien gefunden hatte. Schnell sollte Franklin wieder rehabilitiert werden, aber während seiner Abwesenheit absolvierte Jones gegen Portugal in Lissabon und Belgien in Brüssel zwei Länderspiele. Diese wurden beide gewonnen, aber seine direkten Gegenspieler hatten jeweils Tore geschossen und in der Folge lief Jones nicht mehr für England auf. Für Liverpool blieb er in den nächsten vier Jahren in diversen Mittelfeld- und Abwehrrollen aktiv, während der Verein unter dem neuen Trainer Don Welsh in eine Abwärtsspirale geriet, die nach Ablauf der Saison 1953/54 zum Abstieg als Tabellenletzter in die zweite Liga führte. Kurz darauf wurde der mittlerweile 33-jährige Jones freigestellt, obwohl einige Experten vor Ort diesen Schritt als übereilt ansahen und der Klub im folgenden Jahr das Ziel des Wiederaufstiegs auch klar verfehlte.
Jones, der ein talentierter Cricketspieler war, beendete danach seine Profifußballerlaufbahn und wurde Spielertrainer beim Amateurklub Ellesmere Port Town. In den 1960er- und 1970er-Jahren arbeitete er für den FC Liverpool als Talentscout und die beiden Torjäger Roger Hunt und Ian Rush gehörten zu den Entdeckungen. Sein Enkel Rob Jones war in den 1990er-Jahren ebenfalls langjährig beim FC Liverpool beschäftigt. Er verstarb am 26. Dezember 2010 im Alter von 89 Jahren.

## Titel/Auszeichnungen
- Englische Meisterschaft (1): 1947